# Hippocampus jayakari
Hippocampus jayakari és una espècie de peix de la família dels singnàtids i de l'ordre dels singnatiformes.

## Morfologia
Els mascles poden assolir els 14 cm de longitud total.

## Distribució geogràfica
Es troba al Mar d'Aràbia i al Mar Roig.